# Felipe Melo
Felipe Melo (* 26. Juni 1983 in Volta Redonda; voller Name Felipe Melo Vicente de Carvalho) ist ein ehemaliger brasilianischer Fußballspieler. Zuletzt spielte er für Fluminense Rio de Janeiro.

## Karriere

### Verein
Felipe Melo startete seine Karriere als Fußballer in Brasilien bei Clube de Regatas do Flamengo. Dort spielte er von 2001 bis 2003. Für das Jahr 2003 wechselte er den Club und ging zum Cruzeiro Esporte Clube aus Belo Horizonte. Seine letzte Station in Brasilien war 2004 bei Grêmio Foot-Ball Porto Alegrense in Porto Alegre.
Im Januar 2005 wechselte Melo zum spanischen Erstligisten RCD Mallorca. Dort konnte er sich nicht durchsetzen und kam im Laufe der Rückrunde auf acht torlose Ligaeinsätze. Anschließend ging er im Sommer zum Liga-Konkurrenten Racing Santander, bei dem er den Durchbruch schaffte. In der folgenden Saison wurde er immer wieder von Verletzungen zurückgeworfen, kam aber auf drei Saisontore in 15 Spielen. Da er seinen Stammplatz verloren hatte, ging er im Sommer 2007 zum Aufsteiger in die erste Liga, UD Almería.
Im März 2008 sicherte sich der italienische Klub AC Florenz für die Ablösesumme von 13 Millionen Euro die Dienste des Mittelfeldspielers.
Im Juli 2009 wechselte er zum Rekordmeister Juventus Turin, im Gegenzug wurde Marco Marchionni nach Florenz transferiert. In seinem ersten Pflichtspiel für Juventus beim AS Rom erzielte er mit dem Tor zum 3:1-Endstand seinen ersten Treffer. Im Laufe der Spielzeit kamen drei Treffer dazu. Zudem wurde er zweimal vorzeitig mit einer gelb-roten Karte des Feldes verwiesen. Er bildete zusammen mit Claudio Marchisio, Diego, Christian Poulsen und Mauro Camoranesi das Herzstück von Juventus. Obwohl er 2010/11 auch unter Luigi Delneri Stammspieler war, konnte Melo bei Juventus nicht überzeugen. Negativer Saisonhöhepunkt war die Rote Karte bei der 1:4-Heimniederlage gegen den FC Parma, als er wegen eines Revanchefouls an Massimo Paci vom Platz gestellt und für drei Spieltage gesperrt wurde. Am Saisonende blieb Juventus auf dem siebten Tabellenplatz hinter dem Saisonziel zurück.
Für die Saison 2011/12 wurde Melo an den türkischen Klub Galatasaray Istanbul verliehen. Nach der Saison wurde er mit Kaufoption für eine weitere Saison ausgeliehen. Am 13. Spieltag der Saison 2012/13 parierte er als Torwart in der 91. Spielminute einen Elfmeter, der zum 1:1-Ausgleich für Elazigspor geführt hätte. Zuvor war Torwart Fernando Muslera vom Platz gestellt worden. In derselben Saison wurde Melo mit Galatasaray erneut türkischer Meister. Im Juli 2013 verpflichtete Galatasaray ihn endgültig. Juventus Turin erhielt eine Ablösesumme von 3,75 Millionen Euro; Melo unterzeichnete einen Dreijahresvertrag. Felipe Melo wurde mit Galatasaray drei Mal Türkischer Meister. Der Verein gewann die 20. Meisterschaft und erhielt dafür den vierten Stern.

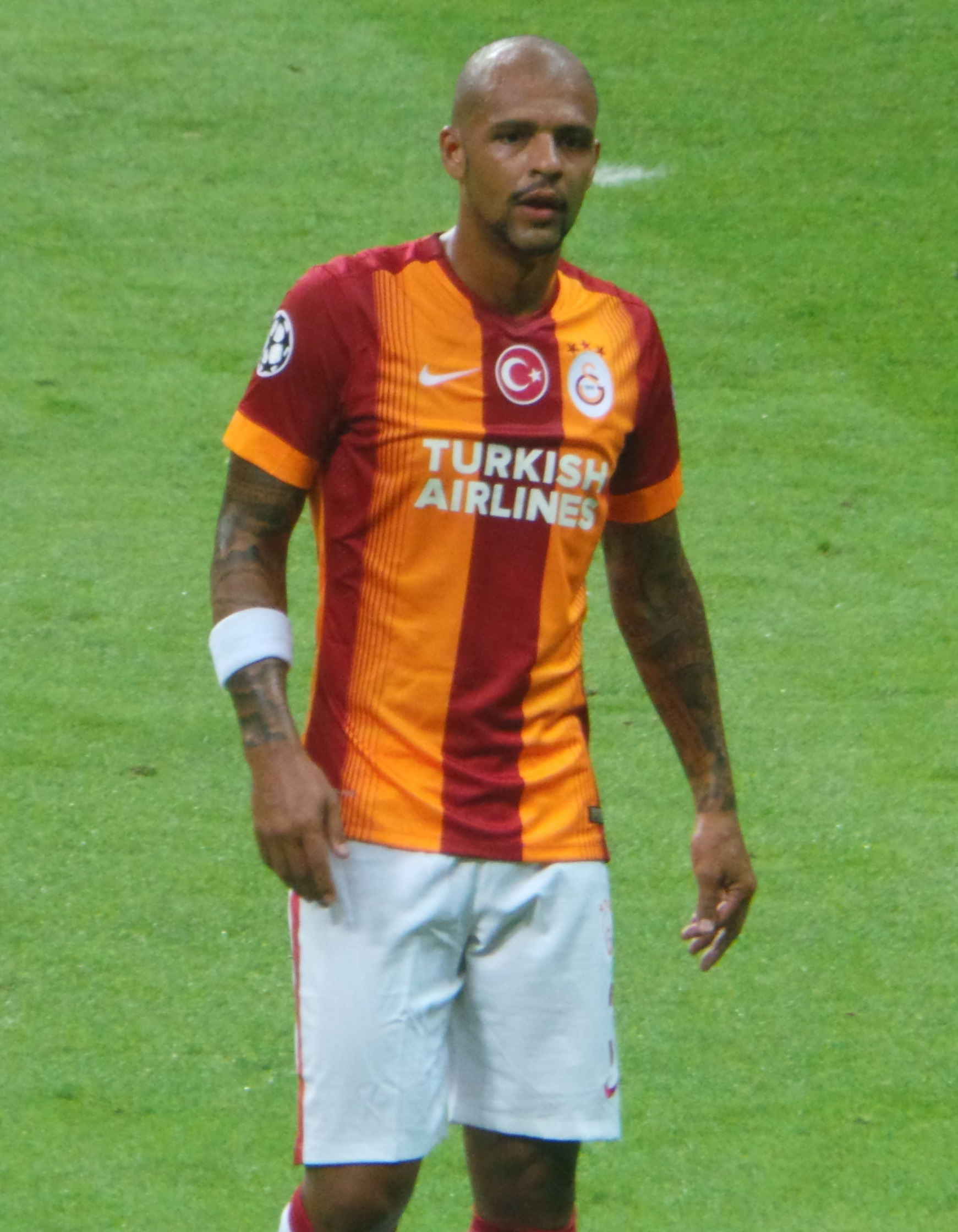
Felipe Melo bei Galatasaray Istanbul (2014)

Im Sommer 2015 äußerte Melo mehrmals seinen Wunsch seine Karriere bei einem italienischen oder brasilianischen Klub fortsetzen zu wollen. Nachdem die Transferverhandlungen zwischen Inter Mailand, bei dem mit Roberto Mancini Melos ehemaliger Trainer bei Galatasaray tätig war, nicht mit einer Einigung endeten, verlängerte Melo seinen noch ein Jahr gültigen Vertrag mit Galatasaray um weitere drei Jahre. Am letzten Tag der Sommertransferperiode 2015 kam es zwischen Galatasaray und Inter Mailand doch zu einer Einigung. So wechselte Melo gegen eine Ablösesumme von 3,7 Millionen Euro zu den Lombarden. Seine Ablösesumme kann dabei je nach Erfolg und Einsatzanzahl sich bis zu 5,2 Millionen Euro erhöhen. Mit ihm wurde auch sein brasilianischer Teamkollege Alex Telles mit einer Kaufoption an Inter ausgeliehen.
Im Januar 2017 wechselte Melo zurück nach Brasilien und schloss sich Palmeiras São Paulo an. Dort unterschrieb er einen Vertrag bis 2019. Er blieb schließlich bis Ende 2021, wurde 2018 Meister und 2020 Pokalsieger, gewann zweimal mit dem Verein die Copa Libertadores und ging dann zu Fluminense Rio de Janeiro.
Am 24. Januar 2025 verkündete Melo sein Karriereende im Alter von 41 Jahren, nachdem sein Vertrag bei Fluminense Rio de Janeiro ausgelaufen war.

### Nationalmannschaft
Am 27. Januar 2009 wurde Melo von Carlos Dunga in den 22-köpfigen Kader gegen Italien berufen und absolvierte am 10. Februar sein Debüt für die brasilianische Nationalmannschaft; er spielte die kompletten 90 Minuten. Beim Konföderationen-Pokal 2009 absolvierte er alle fünf Partien für Brasilien und gewann nach dem 3:2-Finalsieg gegen die USA mit seiner Mannschaft den Titel. Im Mai 2010 wurde er von Dunga in den Kader für die Weltmeisterschaft in Südafrika nominiert. Dort war er Stammspieler und lief in vier von fünf möglichen Partien in der Startelf auf. Bei der 1:2-Viertelfinalniederlage gegen die Niederlande erhielt er nach einem Foul an Arjen Robben von Schiedsrichter Yūichi Nishimura die Rote Karte. Bei seiner Rückkehr wurde er von den Fans als einer der Schuldigen für das Ausscheiden befunden.

## Erfolge
Nationalmannschaft
- Konföderationen-Pokal-Sieger: 2009

Flamengo Rio de Janeiro
- Taça Guanabara: 2001
- Staatsmeisterschaft von Rio de Janeiro: 2001

Cruzeiro EC
- Copa do Brasil: 2003
- Campeonato Brasileiro de Futebol: 2003

Galatasaray Istanbul
- Türkischer Meister: 2011/12, 2012/13, 2014/15
- Türkischer Supercupsieger: 2012, 2013, 2015
- Emirates-Cup-Sieger: 2013
- Türkischer Pokalsieger: 2013/14, 2014/15

Palmeiras São Paulo
- Campeonato Brasileiro de Futebol: 2018
- Copa Libertadores: 2020, 2021
- Copa do Brasil: 2020

Fluminense Rio de Janeiro
- Taça Guanabara: 2022
- Staatsmeisterschaft von Rio de Janeiro: 2022, 2023
- Copa Libertadores: 2023
- Recopa Sudamericana: 2024

## Privates
Melo hat mit seiner Frau Roberta eine Tochter und drei Söhne.
Neben der brasilianischen besitzt Melo auch die spanische Staatsangehörigkeit.
Er unterstützte vor der Präsidentschaftswahl in Brasilien 2018 den rechtsgerichteten Kandidaten und späteren Wahlsieger Jair Bolsonaro.

## Trivia
Für das Jahr 2009 wurde er mit dem Spottpreis Bidone d’oro für den schlechtesten Spieler der italienischen Fußballmeisterschaften bedacht.